# 金と運〜きんとうん〜
『金と運』（きんとうん）は、「別冊漫画ゴラク」に連載された漫画。作画原恵一郎、原作朽葉狂介。現在、単行本は未出版。

## 概要
債務者の風祭英悟は陣という男からの誘いで借金の取り立てを免れるためにヤクザとなる。六法組の組長という想定外の地位を陣から与えられた風祭だったがそれは組の抱えた五億円の借金を返さねばならないという罠だった。

## 登場人物
風祭 英悟（かざまつり えいご）
主人公。六法組の組長。しかしそれ程の貫禄は無く一応、部下である薬師丸も全く敬意を払っていない。気が弱いが悪い意味で気楽な性格の持ち主で働いていた様子もなく借金による博打漬けの生活を続けていた。陣に騙されて組長になったことにより五億の借金を押しつけられ返済の為にやはり博打を打つ。組長になる前はほとんど負け続きだったがピンチの際にはそれなりに頭が回る（似たタイプの主人公にカイジなどが挙げられる）。少々、自信過剰な傾向があり暴れる薬師丸を自分の迫力だけで圧倒しようとしたり自分を「新宿一もとい東京一のギャンブラー」と称したり向こう見ずな行動や発言が見られる（なお彼はこれらの行為によってかよらずかいずれも痛い目を見ている）。
薬師丸 神酒（やくしまる みき）
六法組の若頭。両腕に役満の刺青を持つ（右腕に九連宝燈、左腕に国士無双）。かつて陣をも上回る博才により組を邁進させ名を轟かせたが賭博・傷害の罪で服役していた。英悟が組長に就任した数日後に出所し新宿一と言われた六法組が自分が不在の間に借金を抱え組員がいなくなり弱体化していたことを知る。博打の腕のみならず頭脳、戦闘能力、記憶力、視力など数多くの面で人間離れした能力を持ち風祭以上の見せ場を持つことも多い。ヤクザらしい利己的で凶暴な性格でバイオレンスな行動も多いが基本的に冷静な性格であり良識的な発言をすることもある。
陣 彰（じん あきら）
風祭を罠にはめた張本人。六法組とは敵対組織のヤクザで薬師丸とはヤクザとしてもギャンブラーとしても浅からぬ因縁を持つ。「運は金を持つことによって得られる」というオカルト的ながらもある意味では合理的な理論を語る。